# G. Schirmer Inc.

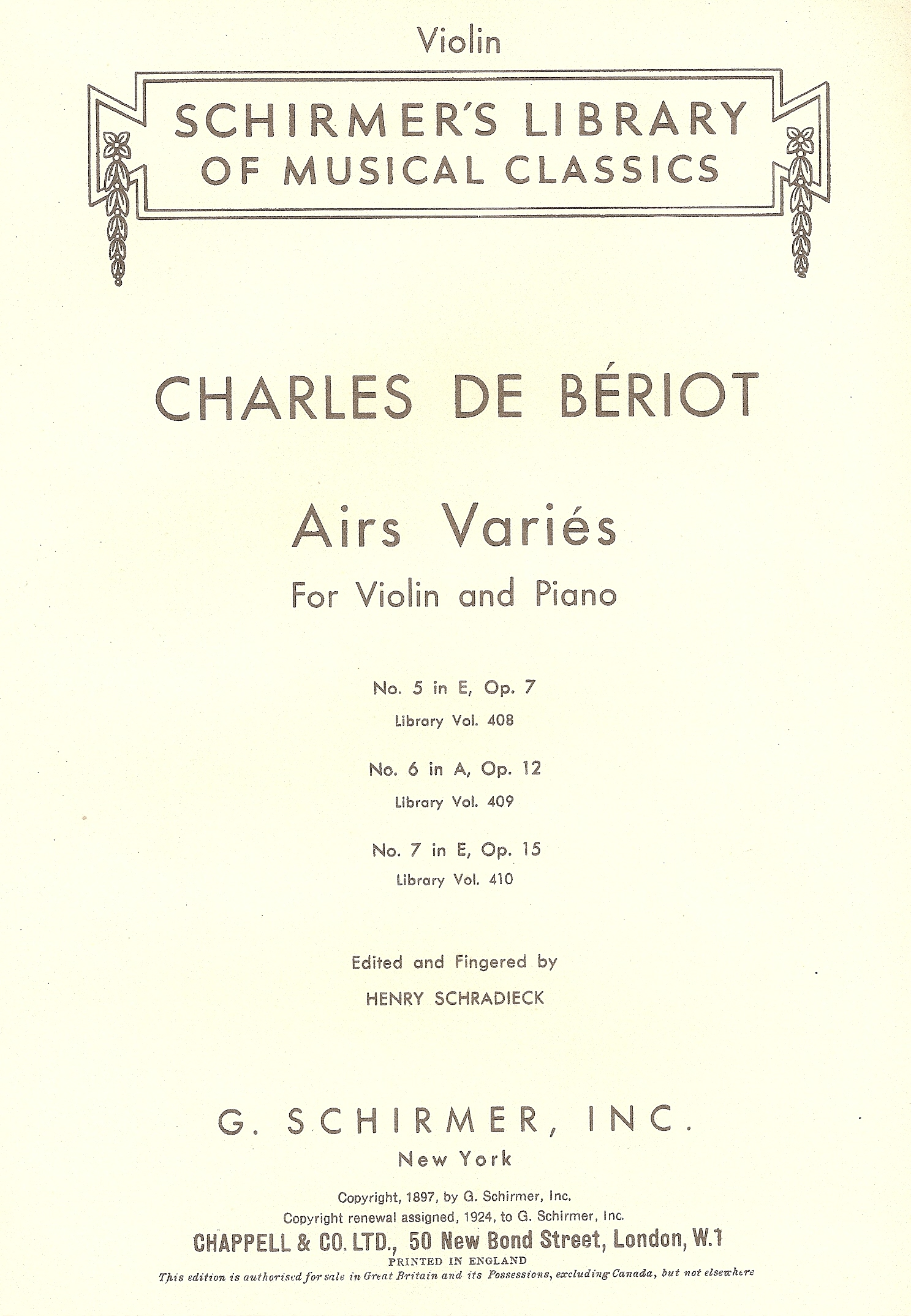
Portada d'una partirura clàssica editada per G. Schirmer Inc.

G. Schirmer Inc. va ser una empresa editorial americana de música clàssica amb la central a Nova York, creada el 1861. Publicava partitures musicals per vendre i llogar, i representava a l'Amèrica del Nord alguns editors musicals i músics europeus famosos, com a Chester Music, Breitkopf & Härtel, Sikorski i els catàlegs de compositors soviètics.

## Història
L'empresa va ser fundada el 1861 als Estats Units per l'alemany nacionalitzat estatunidenc Gustav Schirmer (1829–1893), fill d'un immigrant alemany. El 1891, l'empresa es va establir amb una planta de gravat i impremta pròpia. L'any següent va inaugurar la Biblioteca Schirmer de Clàssics Musicals. The Musical Quarterly, la revista acadèmica sobre música més antiga dels EUA, va ser fundada quan era president de la companyia en Rudolph E. Schirmer el 1915, juntament amb el musicòleg Oscar Sonneck, qui va ser el primer editor de la revista fins a la seva mort el 1928. El 1964, la firma Schirmer va adquirir Associated Music Publishers (BMI) que havia construït un important nombre de catàlegs de compositors americans com ara Elliott Carter, Henry Cowell, Roy Harris, Charles Ives, Walter Piston, i William Schuman, que s'afegia a la llista d'ASCAP de Schirmer, que ja havia inclòs Samuel Barber, Leonard Bernstein, Morton Gould, Gian Carlo Menotti, i Virgil Thomson, així com compositors de començaments de segle com Charles Tomlinson Griffes, Charles Martin Loeffler, John Alden Carpenter, i Percy Grainger.
L'empresa va estar en mans de la família Schirmer durant més de 100 anys fins que Macmillan Publishers, un important editor de llibres, la va adquirir el 1968. Macmillan llavors va vendre G. Schirmer (excepte la seva divisió de referència, actualment part de Cengage Learning) al seu propietari actual, Robert Wise, el 1986, qui era propietari de l'editora de música popular, Music Sales. Segons un portaveu, el preu de compra va ser al voltant de 7$ milions.
Com que la venda de Schirmer no va incloure The Musical Quarterly, el futur de la revista va quedar en suspens fins al seu traspàs el 1989 a Oxford University Press.
El darrer membre de la nissaga va ser Gus Schirmer que era la quarta generació i que va ser director teatral, productor, i agent, mort el 1992 a l'edat de 73.

## Compositors publicats per Schirmer
El catàleg de Schirmer/AMP inclou compositors americans com John Corigliano, Richard Danielpour, Avner Dorman, Gabriela Lena Frank, John Harbison, Aaron Jay Kernis, Leon Kirchner, Peter Lieberson, André Previn, Brillant Sheng, Tan Dun, i Joan Tower. En la seva primera època també va comptar amb els drets de distribució de compositors clàssics europeus, com Enric Granados, l'any 1913.
L'empresa també va publicar El Manual d'Estil de G.Schirmer.